# Champagne-sur-Vingeanne
Champagne-sur-Vingeanne ist eine französische Gemeinde mit 313 Einwohnern (Stand 1. Januar 2022) im Département Côte-d’Or in der Region Bourgogne-Franche-Comté. Sie gehört zum Arrondissement Dijon und zum Kanton Saint-Apollinaire.

## Geographie
Der Fluss Vingeanne fließt westlich von Champagne-sur-Vingeanne. Umgeben wird Champagne-sur-Vingeanne von den Gemeinden Fontenelle im Norden, von Poyans im Osten, von Renève im Süden und von Blagny-sur-Vingeanne im Westen.

## Bevölkerungsentwicklung
| Jahr                       | 1962 | 1968 | 1975 | 1982 | 1990 | 1999 | 2006 | 2012 | 2019 |
| Einwohner                  | 266  | 304  | 250  | 233  | 241  | 247  | 259  | 296  | 311  |
| Quellen: Cassini und INSEE |      |      |      |      |      |      |      |      |      |